# Захаржевский, Яков Васильевич
Я́ков Васи́льевич Захарже́вский (Доне́ц-Захарже́вский) (23 октября [3 ноября] 1780 года — 1 [13] марта 1865 года, Царское Село) — генерал от артиллерии, участник войн с Наполеоном, управляющий Царскосельским, Петергофским и Гатчинским дворцовыми управлениями.

## Происхождение, семья
Яков Васильевич Захаржевский происходил из дворянского рода Полтавской губернии. Родился 23 октября (3 ноября) 1780 года.

## Образование, служба в действующей армии
Образование получил в Шкловском благородном училище, из которого был выпущен 19 июня 1799 года подпоручиком в 1-й батальон осадной артиллерии, находившийся в то время в Санкт-Петербурге; по расформировании его в 1800 году был переведён в 1-й артиллерийский полк.
В кампанию 1806—1807 годов находился в Пруссии, участвовал в сражениях с французами и получил чин поручика. Затем он сражался со шведами.
В 1810 году был назначен командиром 6-й конной роты 3-й артиллерийской бригады; 12 марта 1811 года получил чин штабс-капитана; 26 декабря 1811 года был произведён в капитаны, а 17 апреля 1812 года — в подполковники
В Отечественную войну 1812 года, состоя с своей ротой в арьергарде большой армии, удерживал неприятеля на верхнем Днепре при отступлении русской армии после сражения при Лубине, участвовал в Бородинском сражении, где был ранен в ногу, и в сражениях под Малоярославцем и Вязьмой, причём за отличие был награждён орденами Св. Анны 2-й степени, Св. Владимира 4-й степени; 17 июля 1813 года получил чин полковника. Также он был награждён золотым оружием с надписью «За храбрость».
В Заграничной кампании 1813 года Яков Васильевич Захаржевский принял более видное участие. Так, под Рейхенбахом он подоспел со своей ротой на поле сражения в тот момент, когда французская кавалерия, изрубив один батальон 21-го егерского полка, устремилась в обход левого фланга войск принца Евгения Вюртембергского. Удачное действие его батареи по густым массам французов дало возможность графу М. А. Милорадовичу подкрепить слабый арьергард русских войск кавалерией Ф. К. Корфа, которая опрокинула неприятеля и захватила множество пленных.
В Лейпцигской битве он был послан вместе с кавалерией графа П. П. Палена для содействия атаке союзников на Лебортвольквиц, но здесь был встречен был огнём французских батарей. Полковник удержал место, сбил батарею, но сам потерял правую ногу ниже колена, «отбитую ядром». За отличие в этом деле 22 января 1814 года Яков Васильевич Захаржевский получил орден Св. Георгия 4-го класса (№ 2808 по кавалерскому списку Григоровича — Степанова) и 3000 рублей единовременного пособия на излечение раны.
После этого, до окончания войны, он находился на лечении в городе Альтенбурге, а при вторичном походе на Рейн, в 1815 году, командовал всеми подвижными запасными парками.

## Дворцовый управляющий
По окончании Наполеоновских войн Захаржевский оставил строевую службу и с 13 февраля 1817 года был назначен по Высочайшему повелению управляющим Царскосельским дворцовым управлением и полицией Царского Села. В том же году ему было подчинено Ораниенбаумское и Петергофское дворцовые управления. На главноуправляющего возлагалось непосредственное заведование и распоряжение всем относящимся к благоустройству Царского Села, а также городская больница и богадельня;
За участие в ликвидации пожара Екатерининского дворца 16 декабря 1817 года он получил «высочайший рескрипт, с изъявлением совершенной признательности».
В 1828 году под начальство Захаржевского поступил также и Гатчинский дворец со всеми принадлежавшими к нему зданиями, садами и деревнями.
По выслуге лет, 6 декабря 1828 года он получил чин генерал-лейтенанта. В 1839 году Захаржевскому были предоставлены права гражданского губернатора по управлению Царским Селом, преобразованным в так называемый «Дворцовый город»; 10 октября 1843 года он был произведён генерала от артиллерии. В 1855 году был пожалован в шефы 15-й конно-артиллерийской батареи.
За время почти пятидесятилетнего заведования его дворцовыми правлениями Захаржевский неизменно пользовался благоволением трех императоров; получил все высшие российские ордена, в том числе: Белого орла, Св. Александра Невского с бриллиантовыми украшениями, Св. Владимира 1-й степени и Св. Андрея Первозванного, знак отличия беспорочной службы за 60 лет, несколько всемилостивейших рескриптов и подарков. В день шестидесятилетия службы Захаржевского в офицерских чинах император Александр II удостоил его звания генерала, состоящего при Особе Его Величества, и пожаловал ему на эполеты вензельное изображение своего имени при весьма лестном высочайшем рескрипте; 12 декабря 1864 года он стал первым почётным гражданином Царского Села.
Скончался Яков Васильевич 1 (13) марта 1865 года в Царском Селе и был погребён под Екатерининским собором.

## Награды
- 1812 год — Золотое оружие «За храбрость»
- 1812 год — Орден Святого Владимира 4-й степени с бантом
- 1812 год — Орден Святой Анны 2-й степени (как и предыдущий, за отличия в боях под Малоярославцем и Вязьмой)
- 1813 год — Прусский орден «За заслуги».
- 22 января 1814 года — Орден Святого Георгия 4-й степени (за отличия в Лейпцигском сражении)
- 11 ноября 1819 года — Орден Святой Анны 1-й степени.
- 1823 год — алмазные знаки к ордену Святой Анны 1-й степени («за совершенное устройство и порядок по управлению вверенных ему частей»).
- 1826 год — Орден Святого Владимира 2-й степени
- Орден Белого Орла
- Орден Святого Александра Невского с бриллиантовыми украшениями
- Орден Святого Владимира 1-й степени
- Орден Святого Андрея Первозванного
- Знак отличия «За LX лет беспорочной службы».
- Вензельное изображение имени Александра II на эполеты.

## Современники о Я. В. Захаржевском
Незаурядность личности Якова Васильевича Захаржевского была отмечена в воспоминаниях его современников.
Особенно отмечается, что управляющий особое внимание уделял хорошему состоянию Царского Села.

Требование чистоты и порядка в садах и на улицах доходило до педантизма…— Паткуль М. А. Воспоминания… СПб., 1903. С. 191.

В садах не позволялось что-либо бросать в аллеях; и потому все, знающие Якова Васильевича, апельсиновые корки прятали в карманы… Цветы не смели блекнуть, стволы дерев и скоблились, и мылись.— Описание жизни Н. И. Цылова // Щукинский сборник. Вып. VI. С. 159.
Сам Яков Васильевич характеризуется строгим, настойчивым, аккуратным, добрым и честным человеком.

Росту он был среднего, носил только усы, которые подстригал… Был без правой ноги; ему был подделан костыль, а потому он всегда опирался на палку… При подвижности своей натуры, не мог долго сидеть, а тем более стоять на одном месте…, тогда и разбаливалась отнятая нога.— Неелов А. П. Из дальних лет (Перезказ воспоминаний моих тётушек) // Русская старина. 1916. Т. 165. № 2. С. 265—267.
Честность Якова Васильевича отмечалась и Николаем I, который однажды сообщил императрице, что Захаржевский поднёс ему 100 тысяч рублей — «накопившийся остаток из отпускаемых денег на содержание дворцов и парков».

## Память о Я. В. Захаржевском
В честь Захаржевского, ещё при его жизни, была названа Захаржевская улица в Царском Селе.
Над могилой управляющего находилась икона апостола Иакова — небесного покровителя Якова Васильевича. Образ был поднесён «в предшествии духовенства, с пением певчих из крестьян, в сопровождении чиновников в парадных мундирах и тысячи народа» в 1857 году в связи с 40-летием назначения Захаржевского управляющим Царскосельским дворцовым управлением.
В 1864 году в зале Городской ратуши был установлен бюст, который в настоящее время находится в Екатерининском дворце.
В 2011 году в Пушкине был установлен и 20 июня 2013 года открыт памятник генералу работы скульптора В. Э. Горевого.